# Classe Zara (incrociatore)
La classe Zara fu una classe di incrociatori pesanti della Regia Marina, impiegata durante la seconda guerra mondiale; la classe era composta da quattro navi: Zara, Fiume, Pola e Gorizia.
La classe Zara fu l'evoluzione della classe Trento e apparteneva a quella categoria di incrociatori pesanti da 10 000t definiti con il Trattato navale di Washington del 1921. Tra gli incrociatori pesanti da 10 000t tipo Washington, gli incrociatori classe Zara sono universalmente considerati i meglio riusciti e i più equilibrati in corazza, armamento e velocità.

## Il progetto

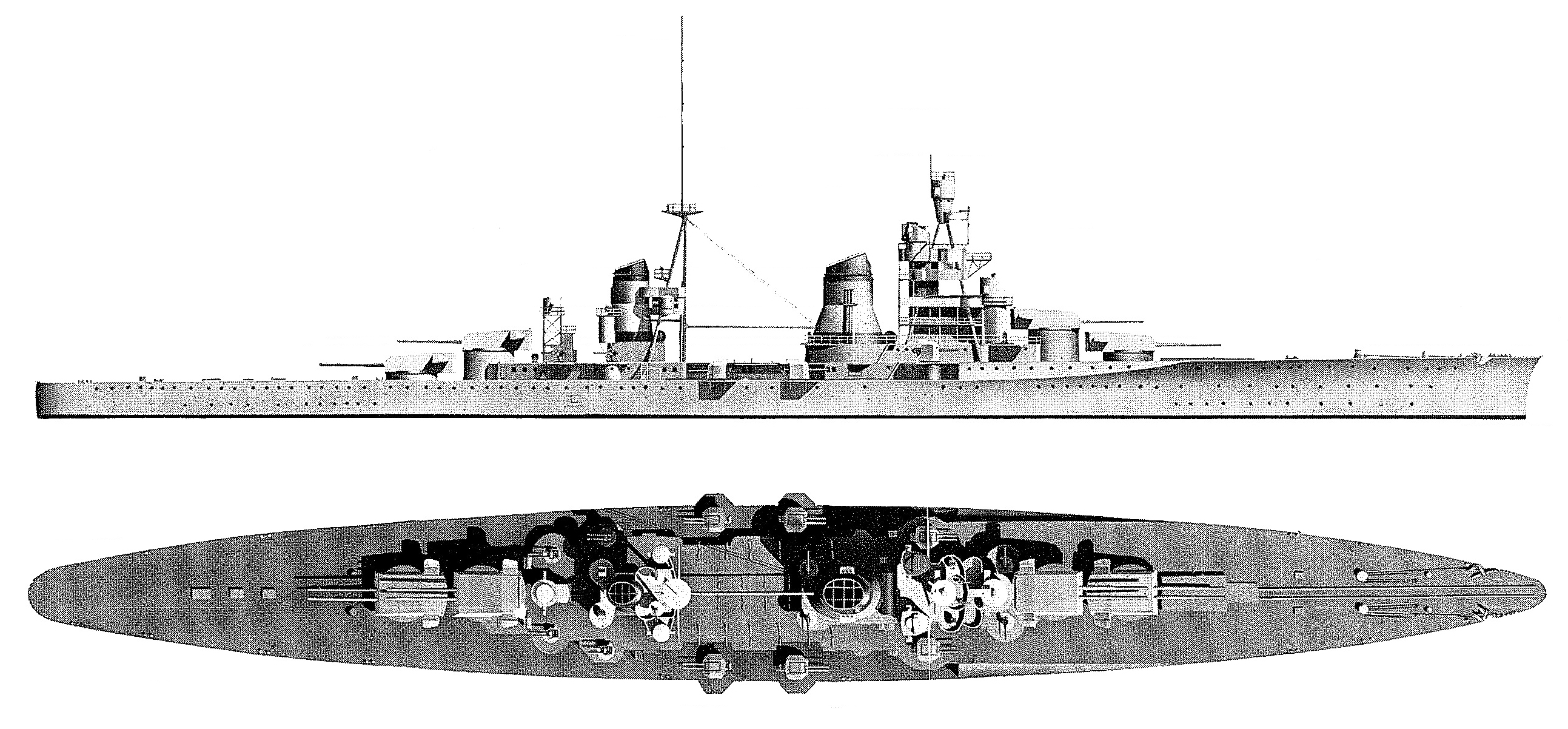
Schema della classe Zara

La classe Zara fu concepita nel 1928 come un'evoluzione della precedente classe Trento verso una maggiore protezione, mantenendo lo stesso armamento a scapito della riduzione della velocità massima, conservando la capacità di operare in squadra con i predecessori. Il primo lotto di due unità, Zara e Fiume, fu ordinato nel 1928 , mentre le altre due furono inserite nei programmi di costruzione del 1929, Gorizia e del 1930, il Pola.

### Lo scafo

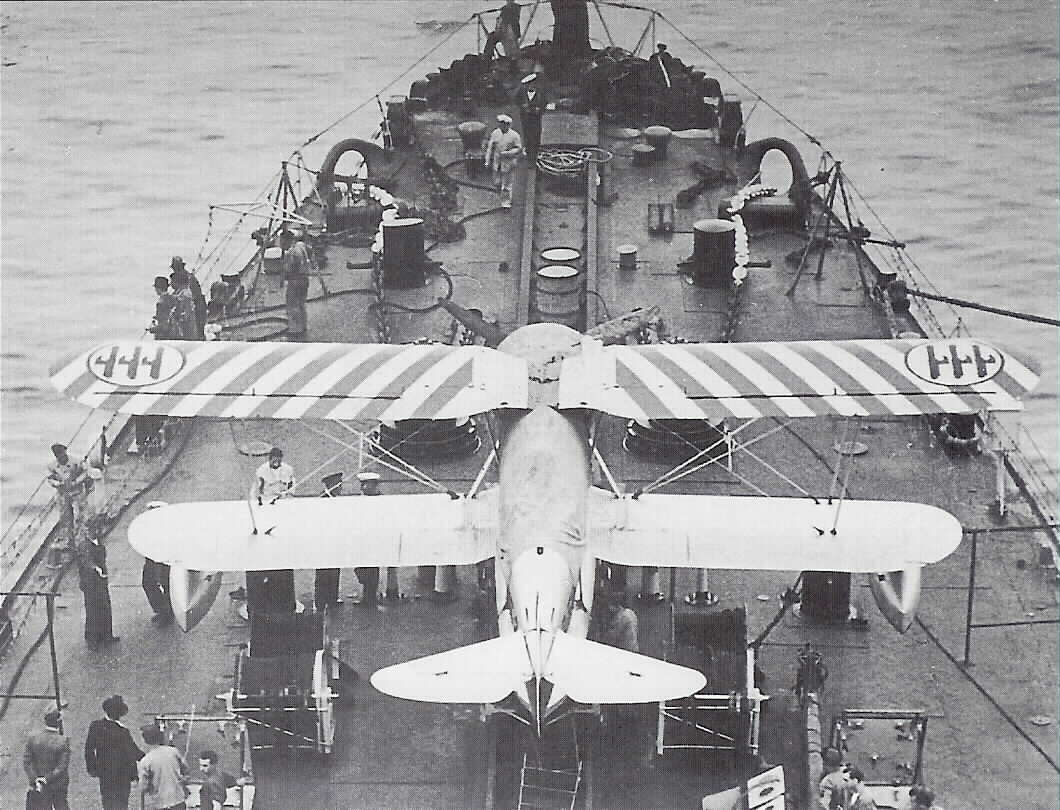
Un IMAM Ro.43 sulla catapulta di prua dello Zara

Rispetto alla classe precedente, fu abbandonato il ponte di prua flush deck in favore di un esteso castello prodiero (dalla torre di comando di prua) che garantiva una migliore tenuta del mare alzando il bordo libero dello scafo.
La prua era dotata di un leggero bulbo e proseguiva dritta fino alla linea di galleggiamento per poi incurvarsi in avanti.
La carena era più rastremata verso poppa, rispetto alla classe Trento, dove era presente un timone centrale semicompensato dopo le due eliche tripala ed anche la lunghezza dello scafo era stata ridotta di 14 metri in modo da aumentare la manovrabilità.
Davanti alla torretta di prua era presente un hangar, chiuso da un portello scorrevole, e la catapulta ad aria compressa per i 2 velivoli presenti a bordo (uno ricoverato nell'hangar sottocoperta e uno montato sopra la catapulta che non era orientabile).
Le sovrastrutture erano da prua un torrione, due fumaioli ed un tripode che reggeva la stazione di direzione del tiro, queste strutture erano poggiate su di una cittadella che si estendeva tra le due coppie di torrette.
Le unità della classe differivano per la diversa forma delle sovrastrutture, il Fiume e lo Zara erano molto simili, mentre il Pola era caratterizzato da una grande sovrastruttura che integrava il torrione di prua, il ponte di comando ed un fumaiolo, il Gorizia, invece, presentava differenze nei fumaioli.

### Apparati propulsivi

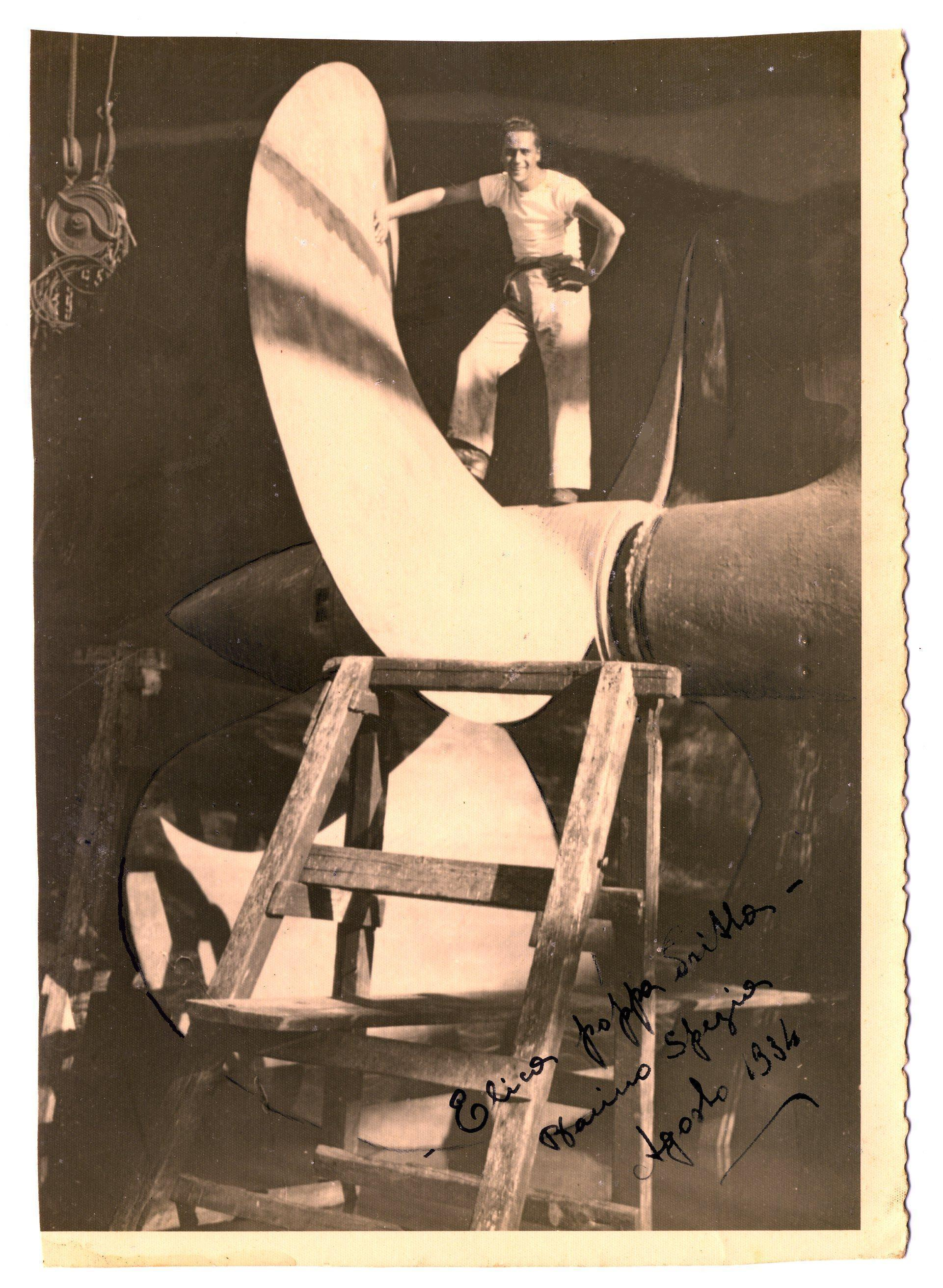
Elica di dritta del Fiume

Le navi della classe erano propulse da due assi e due eliche tripala azionate da due gruppi turboriduttori Parsons, costruiti dalla O.T.O., tranne il Fiume che montava modelli della Yarrow. Il vapore era fornito da 8 caldaie tipo Thornycroft (Su Fiume erano Yarrow) alimentate a nafta, per un consumo di 54 t/ora. Tutte le navi superarono la velocità di progetto stabilita a 32 nodi, con il Gorizia, il più veloce, che raggiunse la velocità di 34,9 nodi nelle prove in mare non a pieno carico. Le navi portavano fino a 2 400t di nafta che gli garantivano un'autonomia di 5 361miglia alla velocità di 16 nodi (4 480 il Fiume).

### Corazzatura
La protezione era la differenza più rilevante rispetto alla classe precedente, alla cintura raggiungeva i 150 mm, contro i 70 mm della classe Trento. La cintura costituiva, con le due paratie trasversali da 120 mm poste oltre le due torrette più distanti fra di loro, una cittadella corazzata che racchiudeva tutte le parti vitali della nave. La torre di comando disponeva di 150 mm di corazzatura come le torrette delle artiglierie principali. Il ponte corazzato aveva uno spessore di 70 mm che si assottigliava sopra il timone a 20 mm. La nave era dotata di un doppio fondo antisiluro su tutto lo scafo e la compartimentazione trasversale era stata molto migliorata rispetto alla classe precedente.

### Armamento
le batterie principali erano costituite da otto cannoni su 4 torrette binate 203/53 Mod. 1927 forniti dalla Ansaldo, erano più lunghi (53 calibri contro 50) rispetto ai Trento, la maggiore velocità alla volata (930 m/s) fu però ridotta a 900 m/s per ridurre la dispersione e l'usura delle canne. La gittata era di 29 000 m ma mantenere la culla singola per le due armi fece perdurare i problemi di dispersione del tiro dovuti all'interferenza tra le due bocche, troppo vicine, al momento dello sparo, che doveva essere necessariamente simultaneo.

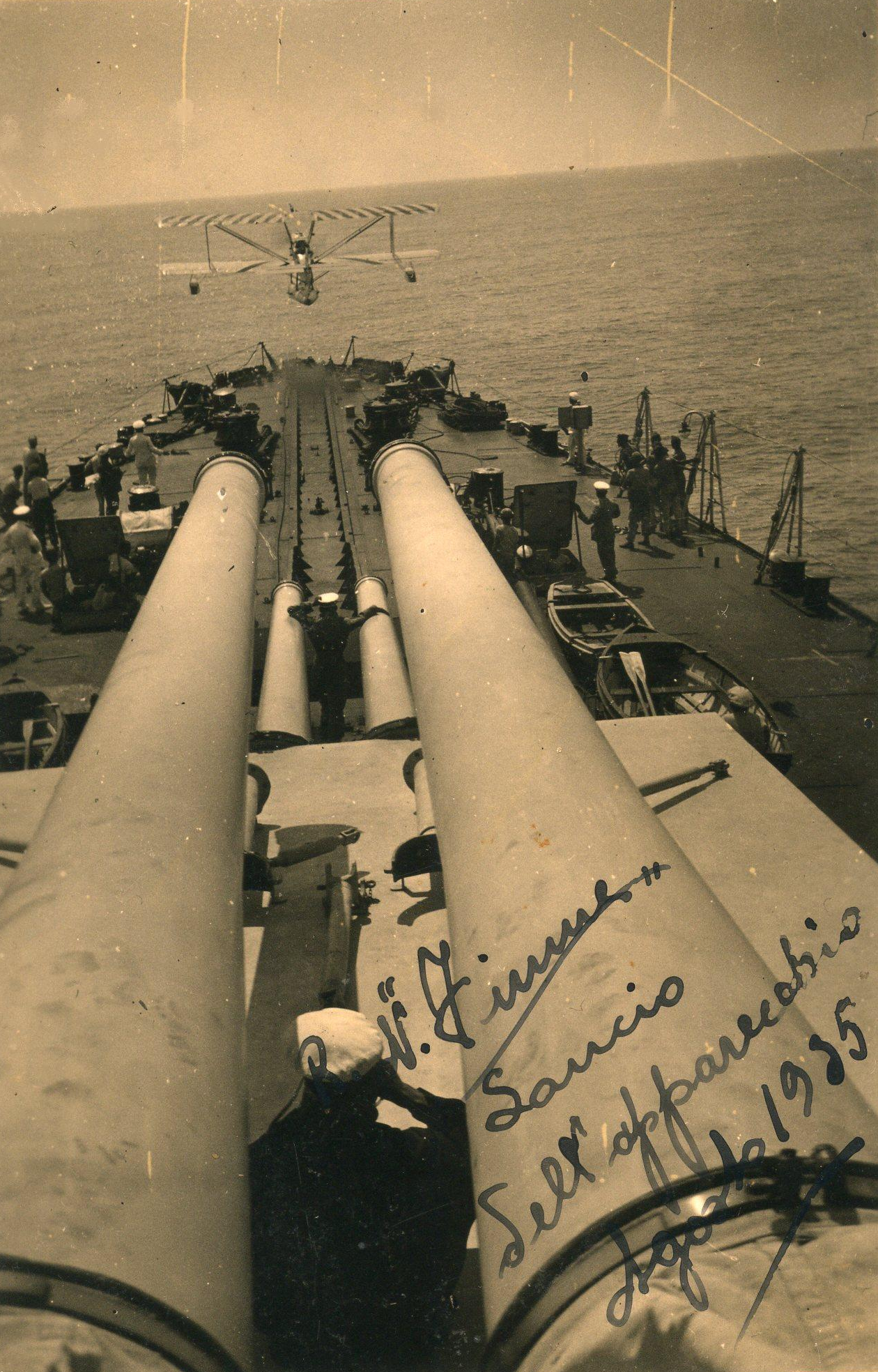
Cannoni 203/53 di prua del Fiume, si può notare la distanza tra le bocche rispetto al marinaio.

Le batterie secondarie, sedici pezzi in otto affusti binati scudati, 100/47 OTO Mod. 1928, a doppia funzione, antiaereo ed antinave erano dotate di un affusto a ginocchiello che permetteva il caricamento a qualsiasi elevazione, si rivelarono insufficienti nel tiro antiaereo non raggiungendo le prestazioni di tiro necessarie ad ingaggiare gli aerei avversari efficacemente.

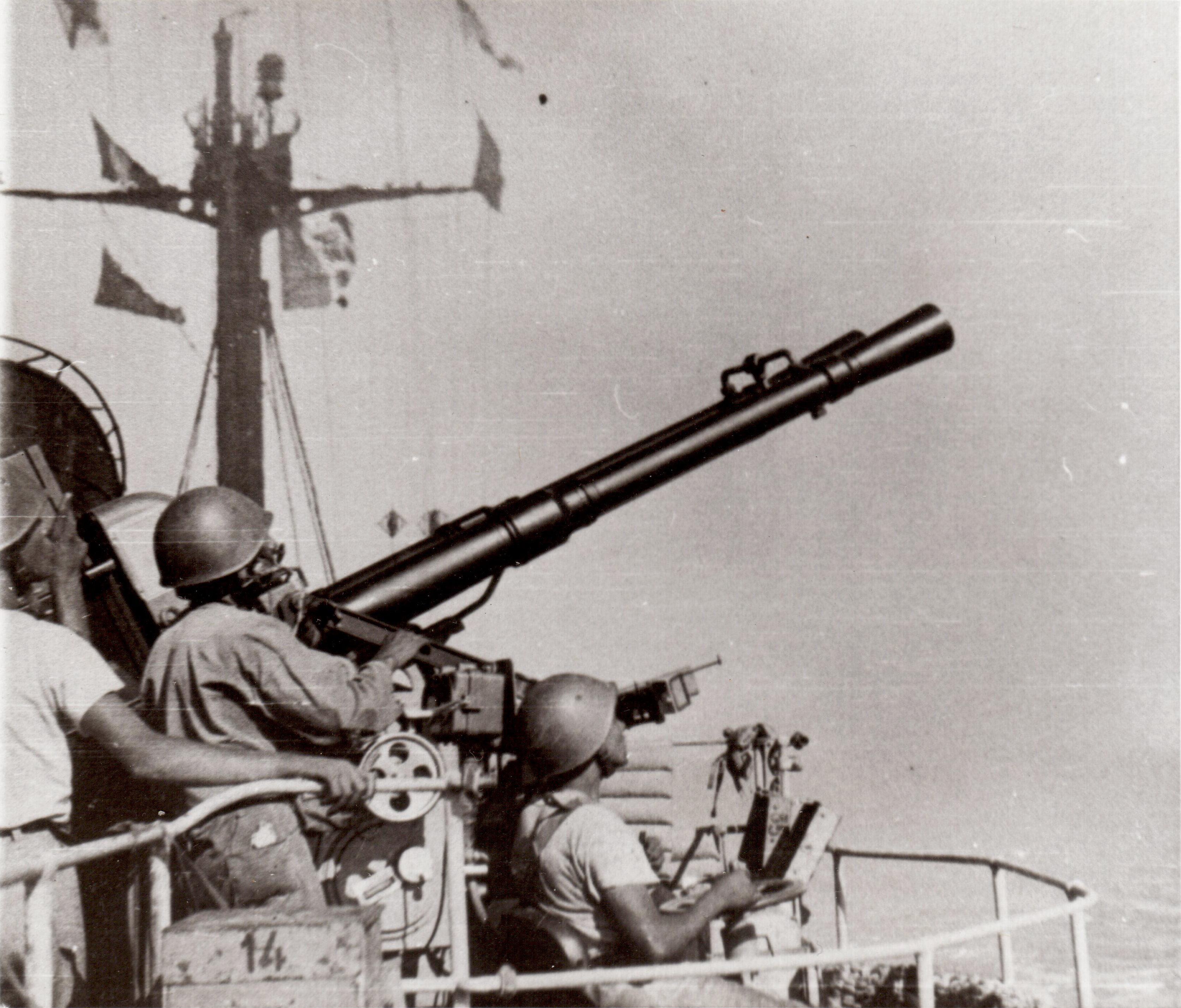
Mitragliera Breda 37/54 mod. 1932, impianto binato ad affusto rigido, raffreddato ad acqua.

L'armamento leggero antiaereo subì una rapida evoluzione: dalle mitragliere Vickers-Terni 40/39 del primo allestimento si passò alle Breda 37/54 mod. 1932. Nel 1937 furono sbarcate due torrette binate 100/47 OTO per aggiungere altrettante postazioni binate Breda 37/54. Il Gorizia, l'unico superstite della classe dopo la battaglia di Matapan, ebbe fino a dodici Breda da 37/54.
Nella dottrina della regia marina su questo tipo di unità non era prevista l'installazione di lanciasiluri, al contrario delle analoghe unità dell'epoca.

#### Controllo del tiro

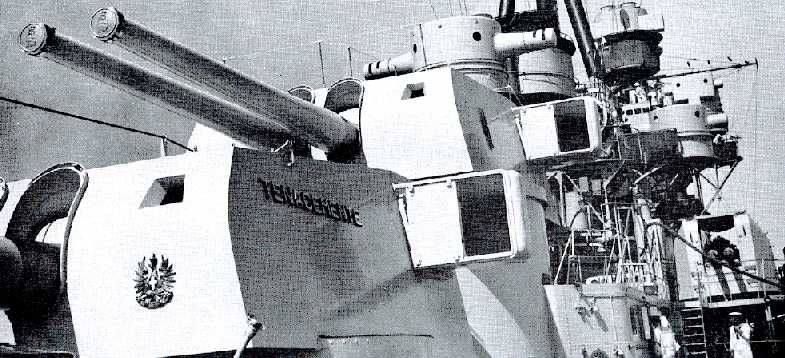
Torrette di prua dello Zara con le finestre dei telemetri di torretta aperte, in alto la SDT di prua da cui si estendono i bracci del telemetro principale da 7,2 metri di base.

Le batterie principali erano controllate da gli apparecchi di punteria generale presenti nelle due stazioni di direzione di tiro, SDT, che si interfacciavano con la centrale di tiro "Regia Marina" seconda versione, costruita dalla San Giorgio, posta sotto il torrione, mentre ogni torre era dotata di una centrale di tiro "Regia Marina ridotta" e di un telemetro per gestire il tiro in autonomia qualora fosse stato perso il collegamento con la centrale in seguito ad un guasto o ai danni da battaglia. La centrale era dotata di un gimetro asservito e un sistema di stabilizzazione delle stazioni di direzione del tiro (SDT), montate su di un supporto cardanico che gli permetteva di annullare i movimenti della nave. Il sistema permetteva la stabilizzazione della linea di tiro ma non azionava il brandeggio delle armi che veniva eseguito manualmente con un sistema a controindice che riceveva la soluzione di tiro dalle SDT che inseguivano il bersaglio con le loro ottiche e telemetri.

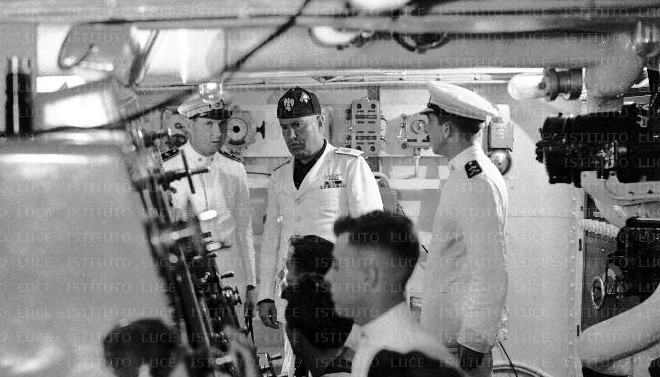
Locale della centrale di tiro del Pola, in primo piano il mobile della centrale di tiro.

Per il rilevamento del bersaglio era presente un telemetro con base di 7,2 m nella SDT di prua e la SDT di poppa montava il telemetro di riserva.
Per il controllo del tiro delle batterie secondarie da 100/47 era presente una centrale di tiro della Galileo, mentre sul Pola ed il Gorizia era stata installata una centrale della ditta olandese Nedinsco che fungeva da sussidiaria della Zeiss per aggirare le limitazioni del trattato di Versailles.

## Impegno bellico
Le navi parteciparono alle principali missioni belliche della Regia Marina nella seconda guerra mondiale come la battaglia di Punta Stilo (9 luglio) e la battaglia di Gaudo (28 marzo 1941) che fu il preludio alla battaglia di Capo Matapan (29 marzo 1941).
Fu durante quest'ultima battaglia che ben tre navi della classe, gli incrociatori Zara, Fiume e Pola furono affondate insieme ai cacciatorpediniere Alfieri e Carducci della classe Oriani.
L'incrociatore Gorizia, unica unità superstite della classe, dopo essere stato colpito gravemente il 10 aprile 1943 a La Maddalena nel corso un bombardamento aereo americano in cui venne anche affondato l'incrociatore Trieste, venne trasferito, per le necessarie riparazioni, a La Spezia dove fu ritrovato, semiaffondato, alla fine della guerra, non avendo potuto seguire all'armistizio dell'8 settembre il resto della squadra navale trasferitosi a Malta.

Il Regio Incrociatore Zara durante la battaglia di Punta Stilo

## Le navi
| Regia Marina - Incrociatori pesanti Classe Zara | Regia Marina - Incrociatori pesanti Classe Zara | Regia Marina - Incrociatori pesanti Classe Zara | Regia Marina - Incrociatori pesanti Classe Zara | Regia Marina - Incrociatori pesanti Classe Zara | Regia Marina - Incrociatori pesanti Classe Zara |
| Nome                                            | Cantiere                                        | Impostazione                                    | Varo                                            | Entrata in servizio                             | Destino finale                                  |
| ----------------------------------------------- | ----------------------------------------------- | ----------------------------------------------- | ----------------------------------------------- | ----------------------------------------------- | ----------------------------------------------- |
| Zara                                            | OTO - La Spezia                                 | 4 luglio 1929                                   | 27 aprile 1930                                  | 20 ottobre 1931                                 | Affondato il 29 marzo 1941                      |
| Fiume                                           | Stabilimento Tecnico Triestino-Trieste          | 29 aprile 1929                                  | 27 aprile 1930                                  | 23 novembre 1931                                | Affondato il 29 marzo 1941                      |
| Gorizia                                         | OTO - Livorno                                   | 17 marzo 1930                                   | 28 dicembre 1930                                | 23 dicembre 1931                                | Affondato il 26 giugno 1944                     |
| Pola                                            | OTO - Livorno                                   | 17 marzo 1931                                   | 5 dicembre 1931                                 | 21 dicembre 1932                                | Affondato il 29 marzo 1941                      |